# Launch Complex 31
| Launch Complex 31 | Launch Complex 31           |
| ----------------- | --------------------------- |
| Koordinaten       | 28° 27′ 5″ N, 80° 33′ 22″ W |
| Typ               | Orbital Launch Site         |
| Betreiber         | U.S. Space Force            |
| Baubeginn         | 1959                        |
| Launch Pads       | 2 (31A, 31B)                |
| Raketen           | Minuteman, Pershing 1       |
| Erster Start      | 1. Februar 1961             |
| Letzter Start     | 19. März 1973               |
| Starts insgesamt  | 51                          |
| Status            | inaktiv                     |
| CCAFS             |                             |

Der Launch Complex 31 (LC-31) ist ein stillgelegter Startkomplex der Cape Canaveral Space Force Station (ehemals CCAFS) auf Merritt Island, Cape Canaveral in Florida, USA und besteht aus der Startrampe LC-31A und dem Raketensilo LC-31B.
LC-31 wurde zusammen mit dem Schwesterkomplex LC-32 in den 1960er Jahren von der US Air Force zu Test- und Entwicklungsflügen aller Generationen der Minuteman-Interkontinentalrakete genutzt.
Anfang 1973 Jahre wurde Pad 31A kurzzeitig von der US Army zum Test der Pershing 1-Mittelstreckenrakete verwendet.

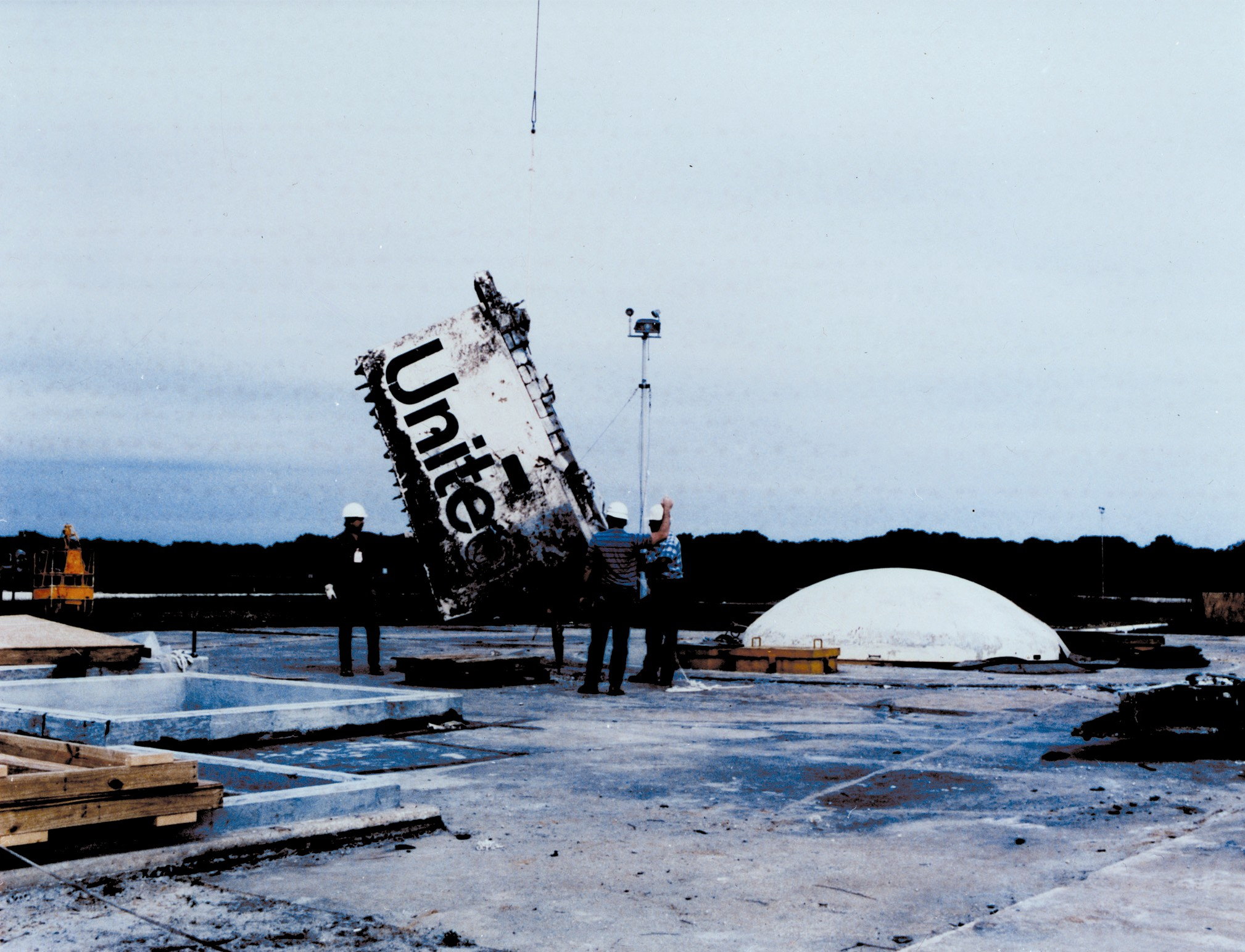
Wrackteile der Challenger werden in das Silo heruntergelassen

Im Silo sind die Wrackteile des Space Shuttles Challenger eingelagert.

## Startliste
| Datum              | Zeit (UTC) | Pad | Raketentyp   | Seriennummer |
| ------------------ | ---------- | --- | ------------ | ------------ |
| 1. Februar 1961    | 15:59      | 31A | Minuteman 1A | 401          |
| 19. Mai 1961       | 14:18      | 31A | Minuteman 1A | 402          |
| 27. Juli 1961      | 15:09      | 31A | Minuteman 1A | 403          |
| 18. Dezember 1961  | 13:04      | 31B | Minuteman 1A | 406          |
| 5. Januar 1962     | 15:00      | 31B | Minuteman 1A | 407          |
| 25. Januar 1962    | 15:00      | 31B | Minuteman 1A | 408          |
| 15. Februar 1962   | 15:35      | 31B | Minuteman 1A | 410          |
| 8. März 1962       | 15:24      | 31B | Minuteman 1A | 409          |
| 12. Juli 1962      |            | 31B | Minuteman 1A | 417          |
| 18. September 1962 |            | 31B | Minuteman 1A | 421          |
| 20. September 1962 | 04:30      | 31B | Minuteman 1A | 420          |
| 18. Oktober 1962   | 00:53      | 31B | Minuteman 1A | 422          |
| 19. November 1962  |            | 31B | Minuteman 1A | 421A         |
| 15. Dezember 1962  | 03:00      | 31B | Minuteman 1B | 423          |
| 7. Januar 1963     |            | 31B | Minuteman 1B | 423A         |
| 18. März 1963      |            | 31B | Minuteman 1B | 425          |
| 11. April 1963     | 04:30      | 31B | Minuteman 1B | 425A         |
| 29. Mai 1963       | 03:45      | 31B | Minuteman 1B | 428          |
| 28. Juni 1963      | 02:34      | 31B | Minuteman 1B | 429          |
| 24. Juli 1963      |            | 31B | Minuteman 1B | 432          |
| 27. August 1963    |            | 31B | Minuteman 1B | 435          |
| 13. November 1963  |            | 31B | Minuteman 1B | 446          |
| 28. Januar 1964    |            | 31B | Minuteman 1B | 448          |
| 26. Februar 1964   | 01:30      | 31B | Minuteman 1B | 437          |
| 20. März 1964      |            | 31B | Minuteman 1B | 442          |
| 7. April 1964      |            | 31B | Minuteman 1B | 443          |
| 24. April 1964     |            | 31B | Minuteman 1B | 444          |
| 29. September 1964 |            | 31B | Minuteman 1B | 445          |
| 19. Dezember 1964  | 00:07      | 31B | Minuteman 2  | 452          |
| 29. Januar 1965    |            | 31B | Minuteman 2  | 453          |
| 23. August 1965    | 20:00      | 31B | Minuteman 2  | 454          |
| 1. Oktober 1965    |            | 31B | Minuteman 2  | 459          |
| 11. Februar 1966   | 01:00      | 31B | Minuteman 2  | 460          |
| 1. April 1966      |            | 31B | Minuteman 2  | 462          |
| 26. März 1969      | 20:47      | 31B | Minuteman 3  | FTM-203      |
| 22. April 1969     |            | 31B | Minuteman 3  | FTM-204      |
| 31. Juli 1969      | 21:09      | 31B | Minuteman 3  | FTM-207      |
| 23. September 1969 | 20:10      | 31B | Minuteman 3  | FTM-208      |
| 14. März 1970      | 18:00      | 31A | M55E1        |              |
| 21. Februar 1973   | 15:05      | 31A | Pershing 1A  | 101 X-240    |
| 21. Februar 1973   | 15:37      | 31A | Pershing 1A  | 102 X-241    |
| 21. Februar 1973   | 16:30      | 31A | Pershing 1A  | 103 X-242    |
| 21. Februar 1973   | 17:06      | 31A | Pershing 1A  | 104 X-243    |
| 6. März 1973       | 23:28      | 31A | Pershing 1A  | 105 X-244    |
| 6. März 1973       | 23:48      | 31A | Pershing 1A  | 106 X-245    |
| 7. März 1973       | 00:22      | 31A | Pershing 1A  | 107 X-246    |
| 7. März 1973       | 00:50      | 31A | Pershing 1A  | 108 X-247    |
| 19. März 1973      | 16:02      | 31A | Pershing 1A  | 111 X-248    |
| 19. März 1973      | 16:16      | 31A | Pershing 1A  | 112 X-249    |
| 19. März 1973      | 17:20      | 31A | Pershing 1A  | 109 X-250    |
| 19. März 1973      | 17:52      | 31A | Pershing 1A  | 110 X-251    |